# Zacuaztitla
Zacuaztitla är en ort i Mexiko.   Den ligger i kommunen Milpa Alta och delstaten Distrito Federal, i den sydöstra delen av landet, 29 km sydost om huvudstaden Mexico City. Zacuaztitla ligger 2 301 meter över havet och antalet invånare är 189.
Terrängen runt Zacuaztitla är kuperad åt sydväst, men åt nordost är den platt. Runt Zacuaztitla är det tätbefolkat, med 411 invånare per kvadratkilometer. Närmaste större samhälle är Iztapalapa, 19,2 km nordväst om Zacuaztitla. Trakten runt Zacuaztitla består till största delen av jordbruksmark.